# 納倫鰍
納倫鰍為輻鰭魚綱鯉形目鰍科的其中一種，被IUCN列為易危保育類動物，分布於歐洲波士尼亞及克羅埃西亞Neretva及Trebisnjica河流域，體長可達9公分，棲息在河川、湖泊沙底質底層水域，生活習性不明。

## 扩展阅读
維基物種上的相關：納倫鰍